# Reiling (Unternehmen)
Die Reiling Unternehmensgruppe ist ein deutsches familiengeführtes Recyclingunternehmen mit Sitz in Harsewinkel in Nordrhein-Westfalen.
Die Reiling Unternehmensgruppe ist seit Beginn des Recyclings in der Entsorgungs- und Recyclingbranche tätig und nach eigenen Angaben führend in der Aufbereitung von Altglas und Flachglas. Weitere Tätigkeitsbereiche sind die Aufbereitung von PET-Flaschen, Sammlung und Aufbereitung von Holz und Photovoltaik-Modulen sowie kommunale Dienste. Zudem produziert und vermarktet es Schaumglasschotter und Revitro (Dekoglas).
Das Unternehmen beschäftigt laut eigenen Angaben über 650 Mitarbeiter an zwölf deutschen und sieben internationalen Standorten in Polen, Dänemark, Schweden und den Niederlanden. Ein neuer Glasrecyclingstandort in Tschechien befindet sich aktuell in Planung.

## Geschichte
Die Firma Reiling wurde 1957 von Bernhard Reiling in Gütersloh gegründet. Schon seit 1900 war die Familie Reiling in Wiedenbrück im Rohstoffhandel tätig. Als Einmannbetrieb sammelte Bernhard Reiling Senior in den 1960er Jahren Altglas bei Gewerbebetrieben mit Flachglasverarbeitung und bei der Getränkeindustrie. Das Material verkaufte er an die Hohlglashersteller. 1968 verlegte Bernhard Reiling Senior das Geschäft von Gütersloh nach Marienfeld und begann mit der Altglasaufbereitung und baute das Geschäftsfeld Glas auf die Sammlung und Aufbereitung von Verbundgläsern und Mischgläser aus.
1970 stellte die Firma Reiling den ersten Altglassammelcontainer in Gütersloh auf, in den die Bürger Einweggläser einwerfen konnten. Bald weitete die Firma Reiling ein Containernetz regional und auch bundesweit aus.
1984 übernahm Bernhard Reiling, heutiger Inhaber des Recyclingunternehmens, die Geschäftsanteile des Unternehmens. In der Folgezeit wurden das Dienstleistungsangebot und die Firmenaktivitäten ausgebaut. Weitere Geschäftsfelder, wie Kunststoff-, Holz- und Papierrecycling sowie kommunale Dienste und die Akten- und Datenträgervernichtung kamen in den darauf folgenden Jahren dazu.
2015 investierte die Firma Reiling in Naestved in Dänemark in eine Recyclinganlage im dortigen Industriepark „Ressource City“. Die Aufbereitungsanlage für Flach- und Hohlglas wurde durch den eigenen Anlagenbau der Firma Reiling entwickelt. Der Standort in Burgbernheim wurde im Jahr 2020 in Betrieb genommen.
2021 übernahm Reiling die Geschäftsanteile der Schaumglas Husum GmbH in Husum sowie auch die Veriso GmbH in Berlin. Somit erweiterte das Unternehmen sein Produktportfolio um die Produktion und die Vermarktung von Schaumglasschotter. 2023 folgte die Fusion der Schaumglassparten der Familienunternehmen Reiling und Schlüsselbauer unter der Veriso GmbH & Co. KG mit Hauptsitz in Knittlingen.
Nach der Gründung der Tochtergesellschaft Reiling PV-Recycling GmbH & Co. KG im Jahr 2023 folgte im selben Jahr die Eröffnung des ersten deutschen Reiling PV-Recycling Standorts in Münster.
Seit 2022 ist Nachfolger Tom Bernhard Reiling Junior gemeinsam mit Bernhard Reiling in der Leitung der Muttergesellschaft Reiling GmbH & Co. KG aktiv.

## Leistungsprofil
Die Reiling Unternehmensgruppe ist für Industrie, Kommunen, Handel, Gewerbe und den dualen Systemen tätig. In den 2000er-Jahren baute Reiling sein Wertstoffmanagement deutlich aus. Das Unternehmen deckt die Sammlung, Transport und Aufbereitung bis hin zur Lieferung von Recyclate ab. Die gesammelten Wertstoffe werden in Sortier- und Recyclinganlagen aufbereitet und der Industrie als Sekundärrohstoffe wieder zur Verfügung gestellt. Ca. 200 eigene Fahrzeuge sind bei der Sammlung und zum Transport von Wertstoffen im Einsatz.

## Anlagentechnik
Im Rahmen einer gemeinschaftlichen Entwicklung mit zwei US-amerikanischen Unternehmen hat Reiling die Röntgenfluoreszenzanalyse (RFA) weiterentwickelt, so dass die im Altglas enthaltenen Glaskeramiken und Bleiglasstücke online, d. h. im Massenstrom während der Aufbereitung mittels Röntgenfluoreszenzanalyse, identifiziert und ausgeschleust werden können.
Verunreinigungen durch „glasähnliche Störstoffe“ im Altglas sind ein Kernproblem der glasproduzierenden Industrie und verursachen immer wieder schwere Störungen bei der Glasproduktion. Reiling hat erkannt, dass eine schnelle Identifizierung dieser Störstoffe mittels Röntgenfluoreszenzanalyse (RFA) möglich ist. Seit einigen Jahren werden daher RFA-Handanalysatoren in der Material-Eingangskontrolle eingesetzt.
Mit seinem hauseigenen Anlagenbau und seinen selbst entwickelten Aufbereitungsverfahren und Techniken erschloss Reiling neue Möglichkeiten im Recycling und optimierte die Aufbereitungsschritte aus eigener Hand. Auch Forschung und Entwicklung spielen im Geschäftsalltag eine tragende Rolle. Zusammen mit Forschungsinstitutionen forschte Reiling an weiteren Möglichkeiten im Recycling, zum Beispiel an dem Recycling von PV-Modulen. Hier gelang es dem Recyclingunternehmen, eine innovative, mechanische Recyclinglösung zu entwickeln, um siliziumbasierte PV-Module effizient und nachhaltig zu verwerten. Der deutschlandweit erste Photovoltaik-Recycling Standort befindet sich in Münster.

## Produkte und Dienstleistungen
- Sammlung und Aufbereitung verschiedener Rohstoffe und Gewerbeabfällen
- Sammlung und Sortierung für Duale Systemträger
- Dienstleistungen für Industrie- und Gewerbekunden
- Kommunale Dienste
- Herstellung und Vertrieb von Schaumglasschotter
- Containergestellung und Logistik

## Zertifizierungen
- Entsorgungsfachbetrieb
- Qualitätsmanagement DIN EN ISO 9001:2015
- Umweltmanagement DIN EN ISO 14001:2015
- Energiemanagement DIN EN ISO 50001:2018
- RecyClass (Verwertung gebrauchter Kunststoffverpackungen)

## Aktivitäten
Von 2012 bis 2021 war der Inhaber der Reiling Unternehmensgruppe, Bernhard Reiling, der Präsident des Bundesverband für Sekundärrohstoffe und Entsorgung e.V. (bvse) in Bonn.